# Margot Moe
Margot Gudrun Moe (* 15. März 1899 in Oslo; † 12. März 1988 ebenda) war eine norwegische Eiskunstläuferin, die im Einzellauf startete. 
Margot Moe wurde von 1919 bis 1923 fünfmal in Folge norwegische Meisterin im Eiskunstlauf der Damen. Sie nahm nur an einer Weltmeisterschaft, nämlich an der Weltmeisterschaft 1922 in Stockholm, teil. Dort gewann sie die Bronzemedaille hinter Herma Szabó und Svea Norén. Bei ihrer einzigen Olympiateilnahme, den Olympischen Spielen 1920 in Antwerpen, belegte sie den fünften Platz.

## Ergebnisse
| Wettbewerb / Jahr           | 1919 | 1920 | 1921 | 1922 | 1923 |
| --------------------------- | ---- | ---- | ---- | ---- | ---- |
| Olympische Spiele           |      | 5.   |      |      |      |
| Weltmeisterschaften         |      |      |      | 3.   |      |
| Norwegische Meisterschaften | 1.   | 1.   | 1.   | 1.   | 1.   |